# Euxoa stygialis
Euxoa stygialis är en fjärilsart som beskrevs av Barnes och Mcdunnough 1912. Euxoa stygialis ingår i släktet Euxoa och familjen nattflyn. Inga underarter finns listade i Catalogue of Life.